# Jacquemontia paraguayensis
Jacquemontia paraguayensis är en vindeväxtart som beskrevs av Nathaniel Lord Britton. Jacquemontia paraguayensis ingår i släktet Jacquemontia och familjen vindeväxter. Inga underarter finns listade i Catalogue of Life.